# JW Marriott Panama
Le JW Marriott Panama jusqu'en mars 2018, la Trump Ocean Club International Hotel and Tower et plus anciennement The Bahia Grand Panama, est un gratte-ciel situé à Panama City (Panama).

## Historique
Ce bâtiment, à usage mixte, de 293 mètres (antenne comprise) et 70 étages, situé dans le secteur de Punta Pacifica (es) a été terminé en 2011. C'était le plus haut bâtiment d'Amérique latine jusqu'à la construction de la Gran Torre Santiago à Santiago du Chili.
L'hôtel a ouvert ses portes en juillet 2011 et a coûté 430 millions de dollars. Il s'agissait du premier projet de The Trump Organization en Amérique latine.

Le bâtiment compte 369 chambres, dont 47 suites, trois restaurants et bars, deux piscines, sept salles de conférence et un club de plage privé.
En mars 2018, après un long différend entre The Trump Organization et son partenaire commercial Orestes Fintiklis, propriétaire et actionnaire de l'immeuble, remporte un litige contre Donald Trump en raison de mauvaises pratiques financière, comme l'indique le verdict de la juge María Victoria Valdés, de sorte que le contrat du complexe hôtelier jusqu'en 2031 a été dissous.

Le nom de Trump a été retiré du bâtiment.

Depuis septembre 2018, le bâtiment est géré par JW Marriott.